# NGC 4990
NGC 4990 est une galaxie lenticulaire située dans la constellation de la Vierge. Sa vitesse par rapport au fond diffus cosmologique est de 3 494 ± 24 km/s, ce qui correspond à une distance de Hubble de 51,5 ± 3,6 Mpc (∼168 millions d'al). NGC 4990 a été découverte par l'astronome prussien Heinrich Louis d'Arrest en 1865.

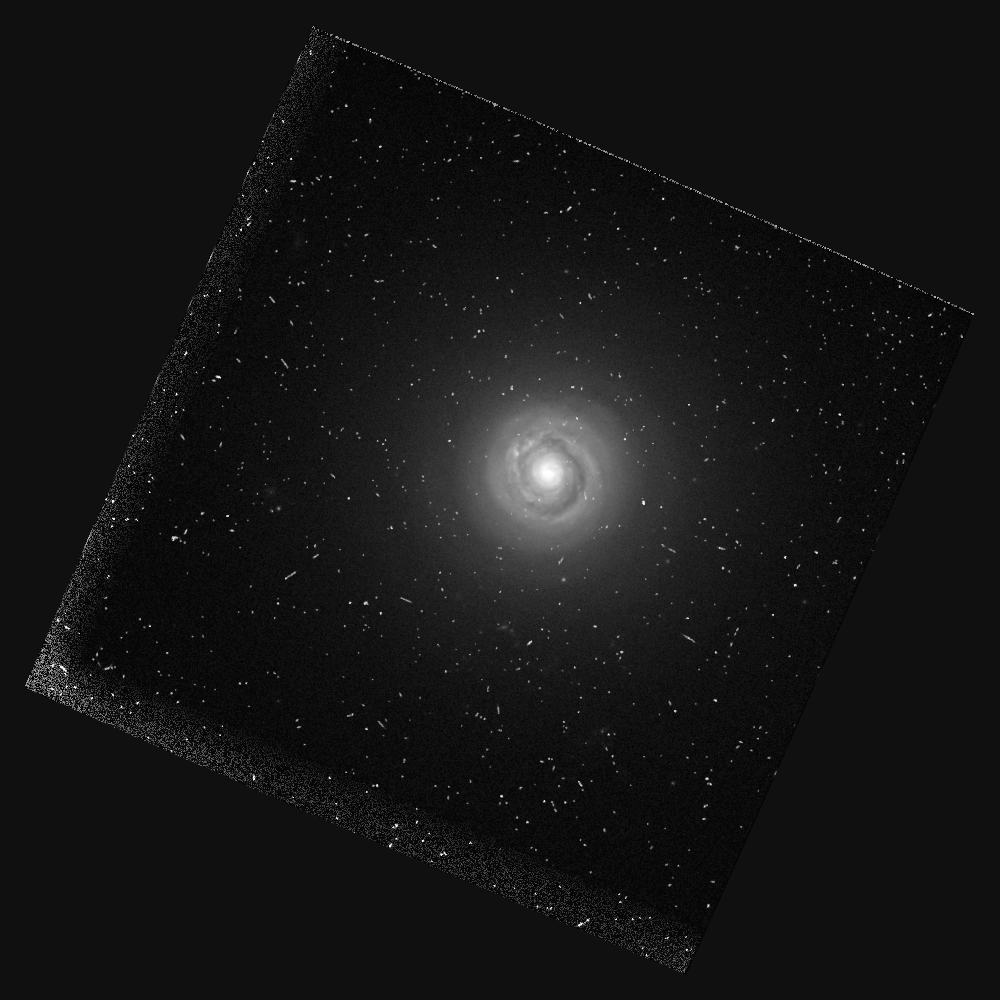
NGC 4990 par le télescope spatial Hubble.

NGC 4990 présente une large raie HI. Elle renferme également des régions d'hydrogène ionisé. De plus, est une galaxie à sursaut de formation d'étoiles.
NGC 4990 est une galaxie dont le noyau brille dans le domaine de l'ultraviolet. Elle est inscrite dans le catalogue de Markarian sous la cote Mrk 1344 (MK 1344).